# Chassal
Chassal är en kommun i departementet Jura i regionen Bourgogne-Franche-Comté i östra Frankrike. Kommunen ligger i kantonen Saint-Claude som tillhör arrondissementet Saint-Claude. År 2018 hade Chassal 426 invånare.

## Befolkningsutveckling
Antalet invånare i kommunen Chassal
Referens:INSEE